# Pierre Didelot
Pour les articles homonymes, voir Didelot.
Pierre Jean Henri Didelot  (Paris 12 mai 1870 - Alpes-Maritimes 30 octobre 1941) était un administrateur colonial français.
Entré dans l'administration coloniale en 1900, il servit d'abord à Madagascar, passa à Saint-Pierre-et-Miquelon en 1908, puis devint en 1912 secrétaire-général de la Guyane française, dont il fut gouverneur par intérim de 1913 à 1914 puis à nouveau en 1916. Devenu secrétaire général du Sénégal en 1918, il y exerça les fonctions de gouverneur par intérim de 1919 à 1920, en remplacement de Fernand Lévecque. Il fut remplacé à Dakar par Théophile Tellier puis redevint de nouveau gouverneur de 1921 à 1925. Il fut ensuite gouverneur de l'Inde française de 1926 à 1928.

## Décoration
- Chevalier de la Légion d'honneur (19 janvier 1919)